# Regina Pisarska
Regina Maria Pisarska, Regina Bańkowska-Pisarska  (ur. 1 listopada 1930 w Warszawie, zm. 24 stycznia 2017) – polska entomolog specjalizująca się w  dipterologii.

## Życiorys
W 1952 r. ukończyła studia na Uniwersytecie Warszawskim, uzyskując dyplom magistra zoologii. W 1963 r. przedstawiła doktorat w Instytucie Zoologii Polskiej Akademii Nauk, gdzie następnie pracowała. W 1979 r. uzyskała stopień doktora habilitowanego na Uniwersytecie Śląskim w Katowicach. W 1989 r. uzyskała tytuł profesora i została profesorem nadzwyczajnym, a w 1994 r. profesorem zwyczajnym w IZ PAN. W latach 1984–1986 była zastępcą sekretarza Wydziału II PAN.
Prowadziła badania nad systematyką, faunistyką, zoogeografią i ekologią palearktycznych muchówek z rodzin Syrphidae, Conopidae, Pyrgotidae, Pipunculidae i Dolichopodidae. Badała strukturę i przekształcenia fauny pod wpływem działalności człowieka.
Zmarła w 2017 r., została pochowana na cmentarzu ewangelicko-augsburskim w Warszawie.

## Odznaczenia
- Złoty Krzyż Zasługi (1977)[3]
- Krzyż Kawalerski Orderu Odrodzenia Polski (1984)[3]